# 207481 Kekes
207481 Kekes este o planetă minoră (asteroid) din centura de asteroizi. A fost descoperită pe 24 aprilie 2006 la Piszkéstetői Obszervatórium⁠(d) de Krisztián Sárneczky⁠(d) și a fost numită după Kékes. 
Obiectul prezintă o orbită caracterizată de o semiaxă mare de 2,2211422683013 UAi, o excentricitate de 0,078140345644841, o înclinație de 0,38319576536962 ° în raport cu ecliptica.